# Patrouille de France
La Patrouille de France è la pattuglia acrobatica ufficiale de l'Armée de l'air, l'aeronautica militare francese. È spesso indicata con l'acronimo di PAF (Patrouille Acrobatique de France). Creata nel 1953, è una delle più antiche e prestigiose del mondo. I piloti attualmente volano con dei Dassault-Dornier Alpha Jet.

## Velivoli utilizzati
- Republic F-84 G Thunderjet (1953-1954)
- Dassault Ouragan (1954-1957)
- Dassault Mystère IV (1957-1964)
- Fouga Magister (1964-1981)
- Dassault-Dornier Alpha Jet (dal 1981)

dati ricavati da Patrouille de France.

## Incidenti
| Grado              | Pilota               | Velivolo                   | Matricola | Posizione | Circostanza          | Conseguenza        | Luogo             | Data             |
| ------------------ | -------------------- | -------------------------- | --------- | --------- | -------------------- | ------------------ | ----------------- | ---------------- |
| Capitano           | Didier Dutholt       | Fouga Magister             |           |           | Manifestazione aerea | Deceduto           | Le Bourget        | 4 giugno 1967    |
| Maggiore           | Jean-Serge Longy     | Fouga Magister             |           |           | Addestramento        | Deceduto           | Salon-de-Provence | 28 gennaio 1980  |
| Aiutante Capo      | Jacques Pourchelle   | Fouga Magister             |           |           | Addestramento        | Deceduto           | Salon-de-Provence | 28 gennaio 1980  |
| Tenente colonnello | Guy Charvet          | Dassault-Dornier Alpha Jet | E62       |           | Addestramento        | Deceduto           | Artigues          | 7 ottobre 1981   |
| Tenente            | Gérard Tardif        | Dassault-Dornier Alpha Jet | E54       |           | Addestramento        | Deceduto           | Salon-de-Provence | 18 gennaio 1982  |
| Tenente            | Jean-Marie Vuillarmy | Dassault-Dornier Alpha Jet | E57       |           | Manifestazione aerea | Deceduto           | Niort             | 4 settembre 1983 |
| XXX                | XXX                  | Dassault-Dornier Alpha Jet |           |           | Manifestazione aerea | Incolume           | Annemasse         | 25 luglio 1987   |
| Capitano           | Louis XXX            | Dassault-Dornier Alpha Jet | E314      |           | Addestramento        | Ferito leggermente |                   | 3 febbraio 1991  |
| Capitano           | Georget Lenne        | Dassault-Dornier Alpha Jet | E172      |           | Addestramento        | Deceduto           |                   | 3 febbraio 1991  |
| Capitano           | Didier Bosset        | Dassault-Dornier Alpha Jet | E77       |           | Addestramento        | Deceduto           | Salon-de-Provence | 13 aprile 1992   |
| XXX                | due piloti           | Dassault-Dornier Alpha Jet | E50       |           | Addestramento        | Incolumi           | Cameri (Italia)   | 10 giugno 1993   |
| Capitano           | Didier Marchand      | Dassault-Dornier Alpha Jet | E175      |           | Addestramento        | Deceduto           | Salon-de-Provence | 11 aprile 2002   |
| Capitano           | Sylvaine Courtot     | Dassault-Dornier Alpha Jet | E122      |           | Addestramento        | Ferito             | Travaillan        | 13 aprile 2010   |
| Capitano           | Jean-Philippe XXX    | Dassault-Dornier Alpha Jet | E146      | Athos 2   | Addestramento        | Ferito             | Perpignan         | 25 luglio 2019   |